# رضبة جبارة
رَضَبَة جبَّارة نوع من الرضبة. مهدها المكسيك. شمراخها يرتفع نحو ٢٠٠ سم. ازهرارها عنقودي التجميع. أزهارها معتدلة الحجم لونها إلى الصفر الحمراء المُواج. تنويرها يستمر من إلى نيسان إلى أيار.